# زنبور صغير طويل الوجه
زنبور صغير طويل الوجه (الاسم العلمي Dolichovespula)، جنس دبابير اجتماعية من غشائيات الأجنحة والفصيلة الزنبورية. يوجد في نصف الكرة الأرضية الشمالي.